# セジロコゲラ
セジロコゲラ（学名：Dryobates pubescens Syn. Picoides pubescens）は、キツツキ目キツツキ科に分類される鳥類の一種。北アメリカ大陸に生息する。

## 画像

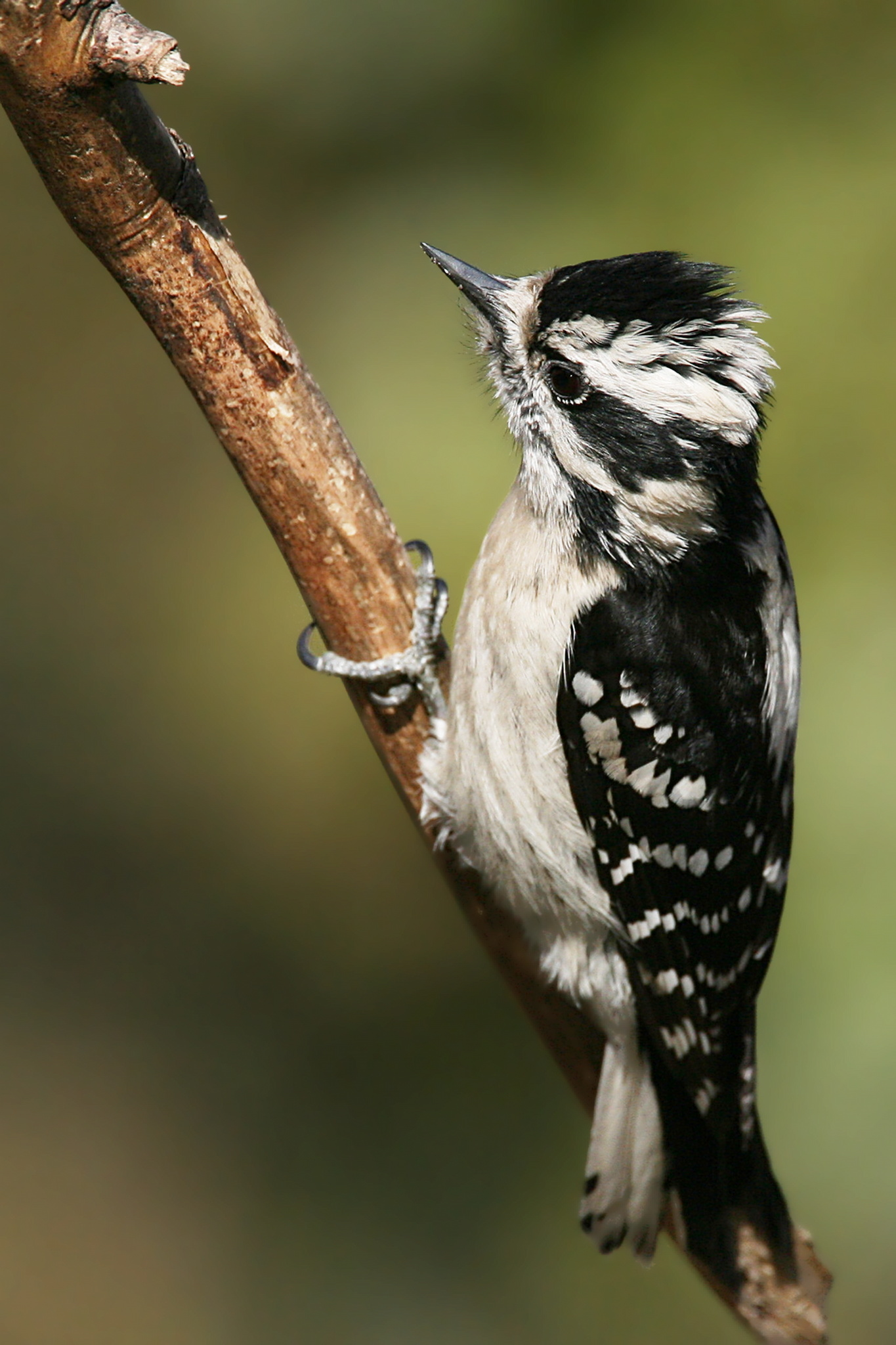
セジロコゲラ（メス）